# Bányászat

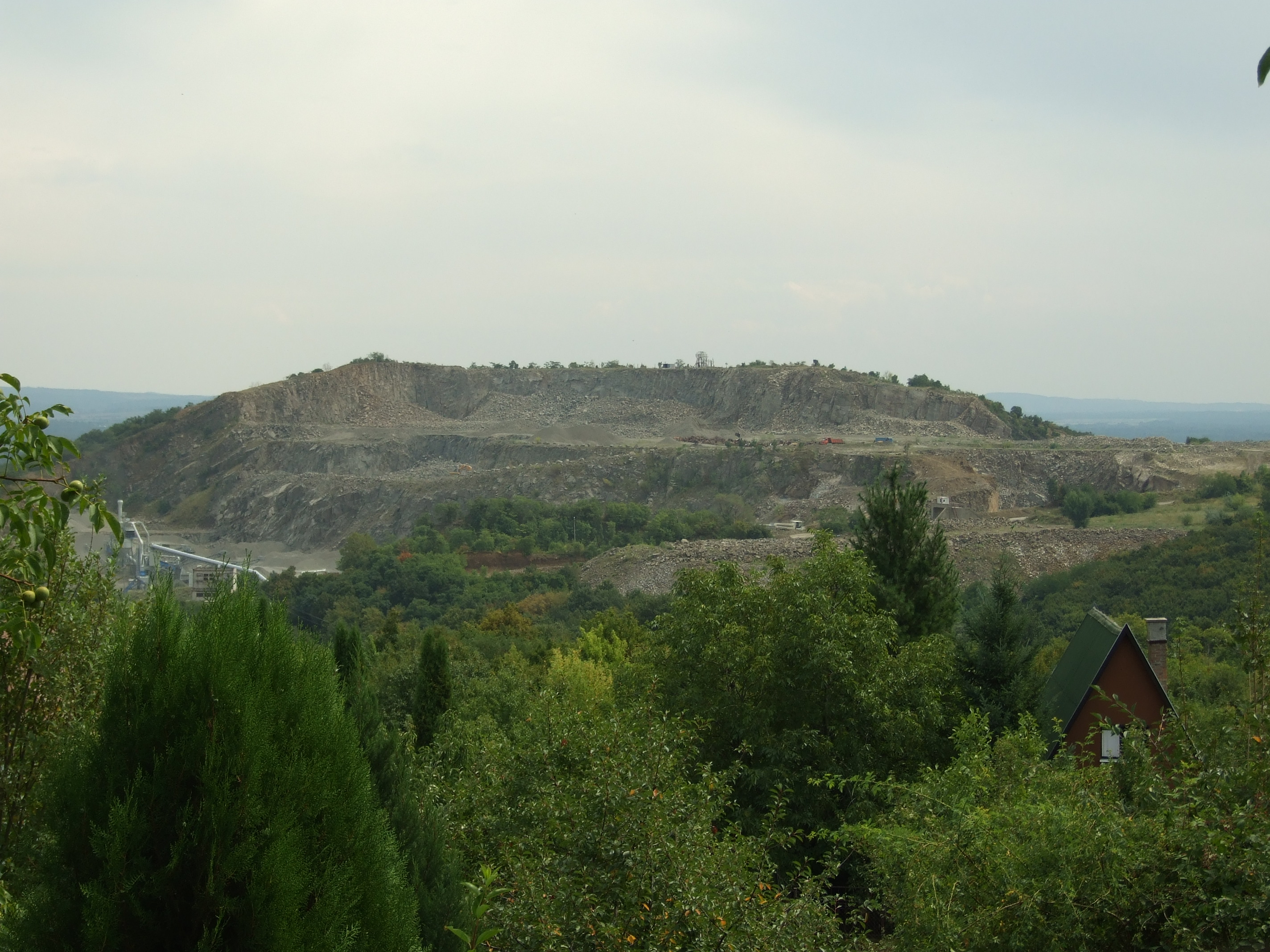
A csódi-hegyi kőbánya Dunabogdány közelében

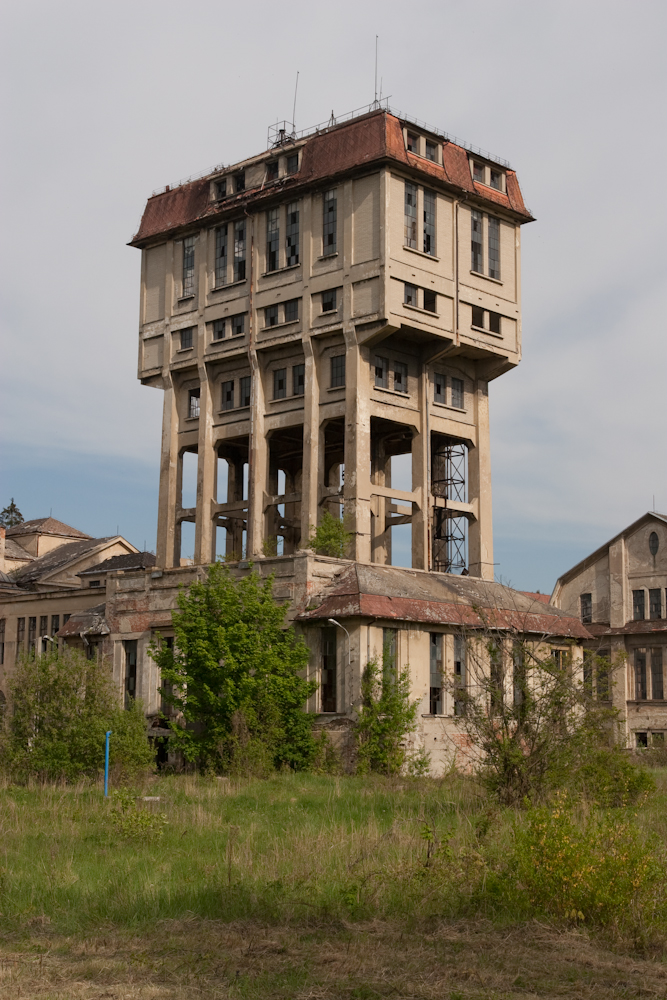
A mára elhagyott István akna Pécsett

A bányászat a Föld tömegéből, illetve annak kérgéből a hasznosítható ásványi nyersanyagok, energiahordozók kutatásával, feltárásával, kitermelésével, minőségjavításával (előkészítésével, osztályozásával), szállításával, esetenként késztermék gyártásával és kereskedelmével foglalkozó tevékenységek összessége. Legtöbbször visszafordíthatatlan és drasztikus beavatkozás a természeti környezetbe, a nem megújuló ásványi nyersanyagok kitermelésére irányulóan.
A föld alatt elhelyezkedő ásványi nyersanyag mennyisége és minősége előzetesen csak korlátozottan ismerhető meg, ami a bányászat gazdasági kockázatát növeli.
A bányászat sajátos helyet foglal el az őstermelés és az ipar között. Mint az ipar alapját tartják számon, de nemcsak az ipart látja el alap-, nyers- és segédanyagokkal.

## Fajtái
A hasznosítható ásványi nyersanyag lehet: 
- szilárd (érc, kőszén, szilikátok, uránércek),
- folyékony (kőolaj, víz),
- gáznemű (földgáz),
- geotermikus energia.

A szilárd halmazállapotú anyagokat külfejtéssel vagy mélyműveléssel, a gáznemű és a folyékony anyagokat mélyfúrással termelik ki.

## A bányászat rövid, korai története
A bányászat története egyidős az emberiség történetével. Amikor az ősember használatba vette az első ásványi nyersanyagot és szerszámot készített belőle (kovakő), már bányászattal foglalkozott. 1951-ben a Kárpát-medencében, Lovas község határában a bányászkodás nagyon korai időkből származó leleteit tárták fel, ezek Európa legrégebbi bányászati emlékei. Egy vörös festékanyagbányát tártak fel a régészek, melynek korát 80 000 évre becsülik. Itt csontból és szarvasok agancsából készített, a bányászathoz használt szerszámot tártak fel, és megtalálták a vörös festék bányaüregeit is, melyek nagysága elérte a 100–150 köbmétert, amiből arra következtettek, hogy az ősember nemcsak saját felhasználásra folytatta a festékföld bányászatát, és már alkalmazta a tüzet a kőzet lazítására. A Sümeg területén feltárt obszidián bánya korát 6000 évre becsülik, hasonló korúnak tartják a Tata–Kálváriadomb és Miskolc–Avas térségében talált leleteket is.

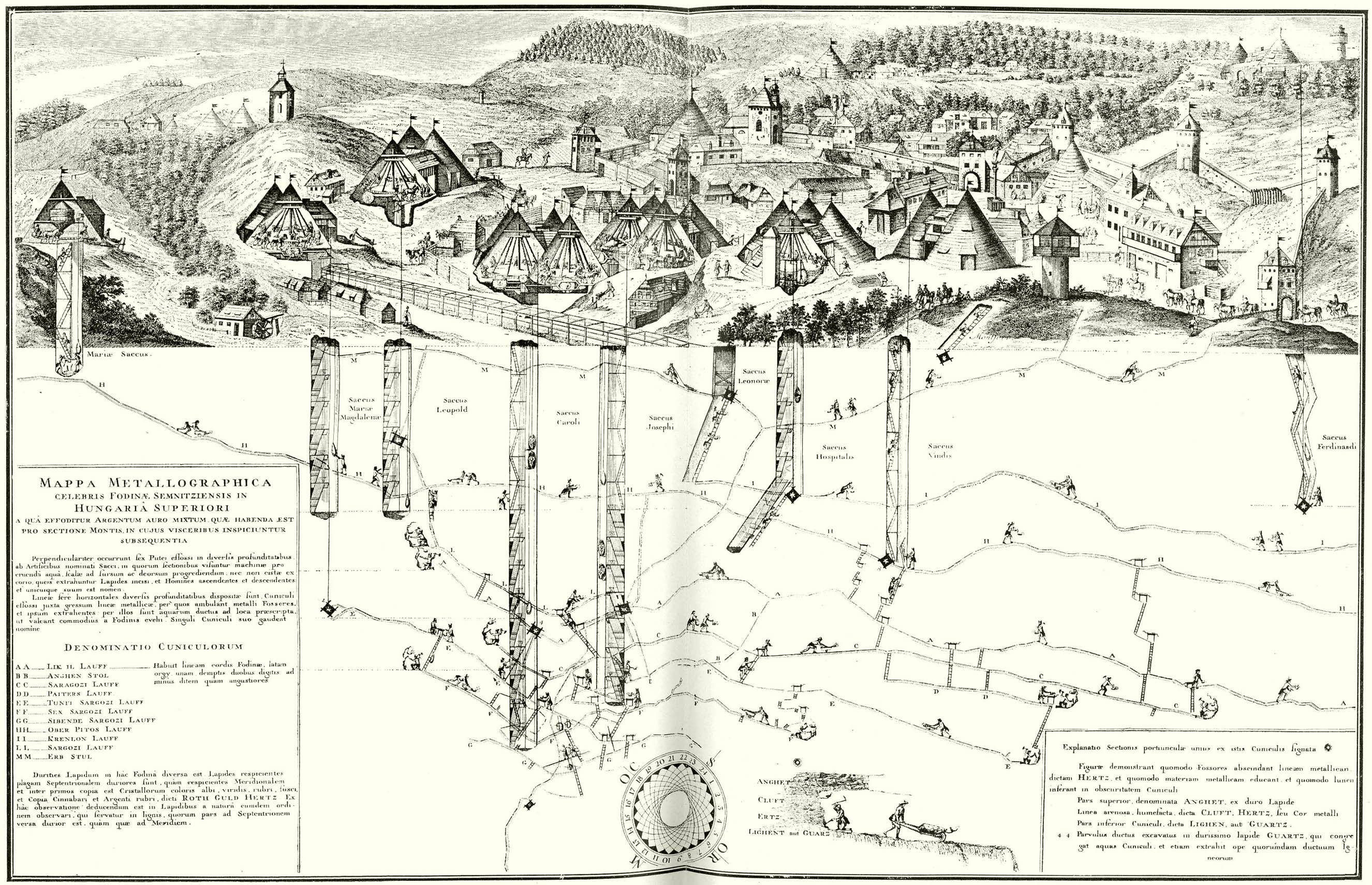
Selmecbánya vájatrendszere 1726 körül

Kr. e. 3500 körül már föld alatti bányászatot is folytattak, a Sínai-félszigeten ebből a korból származó aknákkal és tárókkal megnyitott türkizbányát találtak.
Észak- és Dél-Amerika ősi kultúráiban is folytattak bányászatot, a nemes- és színesfémeket termésfém formájában (termésarany, termésezüst és termésréz) találták meg és gyűjtötték össze, dolgozták fel ékszernek és használati tárgyaknak. Az így elérhető fémekkel is ki tudták elégíteni szükségleteiket, nem volt szükségük a kohósítással kinyerhető ércféleségek bányászatára.
A közép-amerikai piramisok építéséhez szükséges hatalmas kőtömböket is bányászták, mint ahogy az egyiptomi piramisok köveit is. A régészeti kutatások mindkét területen be is azonosították a felhasznált kőzetféleségek alapján azok bányászatának helyszíneit. Egyiptomban a bányász munkások elhelyezésére szolgáló települések nyomait is feltárták. Egyiptomban a hatalmas méretű föld alatti templomcsarnokok és temetkezési helyek kialakításakor is a bányászok munkáját vették igénybe, és már a föld alatti mérések (bányamérés) tudományát is magas színvonalon gyakorolták.
A korai kelta kultúrák korában emelt, máig sem teljes bizonyossággal ismert célú gigantikus kőépítmények anyagait is bányászat útján biztosították.
A Római Birodalom korában arany-, ezüst- és sóbányákat üzemeltettek a kiterjedt birodalom számos területén: Cipruson, Észak-Afrikában, a Közép-Keleten, Hispániában, valamint Pannóniában a Garam folyó mentén és Erdély területén is. Verespatakon ma is láthatók az abban az időszakban kivájt bányavágatok, melyeket nemesfém ércek kinyerésére létesítettek, és ahonnan római korból származó írásos emlékek is előkerültek, valamint nyomon követhetőek a bányászat tűz alkalmazásával folytatott kőzetbontó módszere.

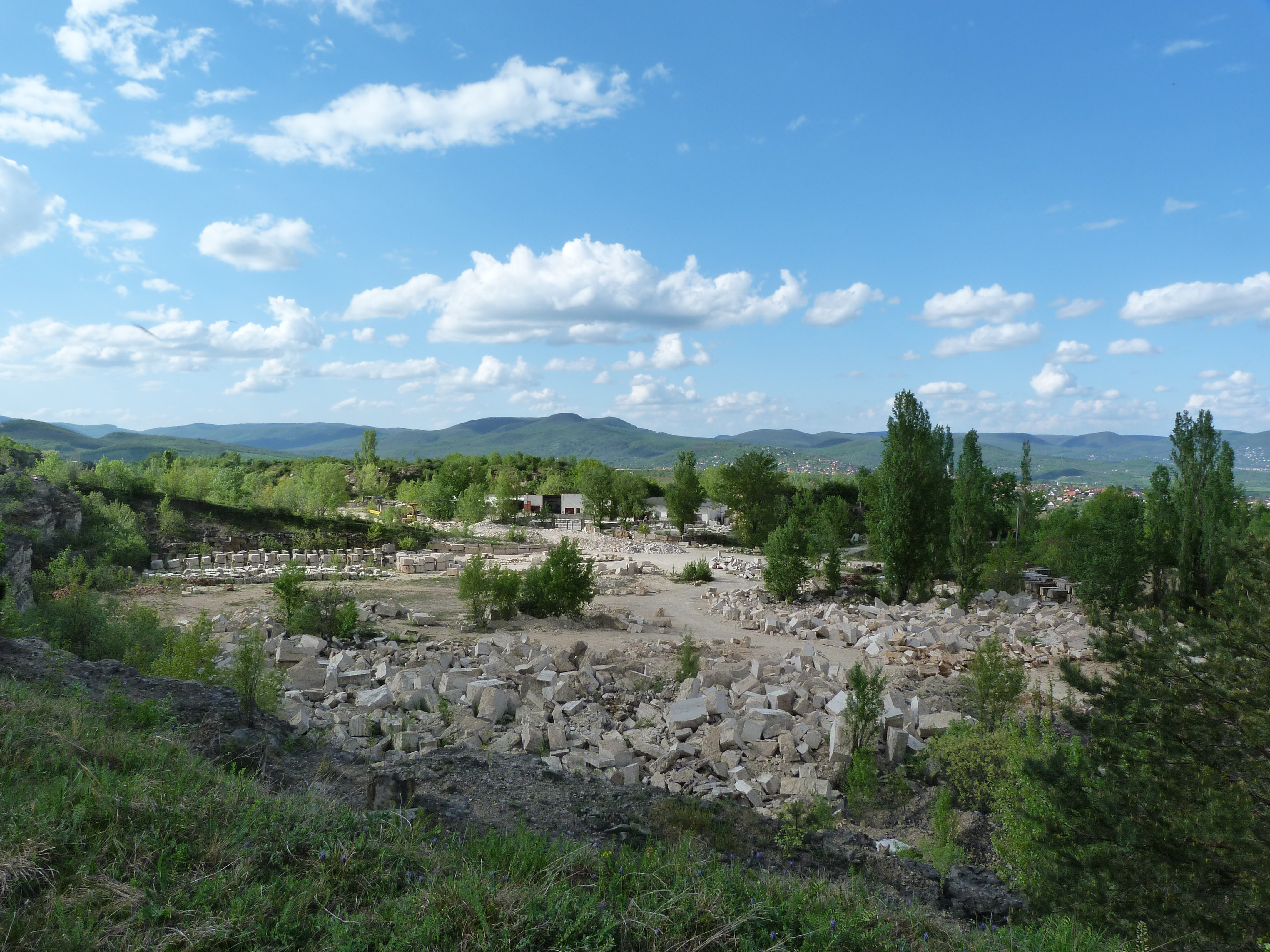
Mészkőbánya – Budakalász

Az agyagművesség, a kerámiák készítéséhez szükséges alapanyagot ugyancsak bányászat útján szerezték be.

## Nemesfém ércek és egyéb fémércek bányászata
A nemesfémeket először termésfém formájában „gyűjtve” bányászták, de igen hamar felismerték, hogy a fémek különböző eljárásokkal, például olvasztással, az ércekből is kinyerhetők. Az ókorban Cipruson, Görögországban, Egyiptom területén, Közép-Keleten és Indiában folyt nemesfémbányászat, de vasérc bányászatával is foglalkoztak.

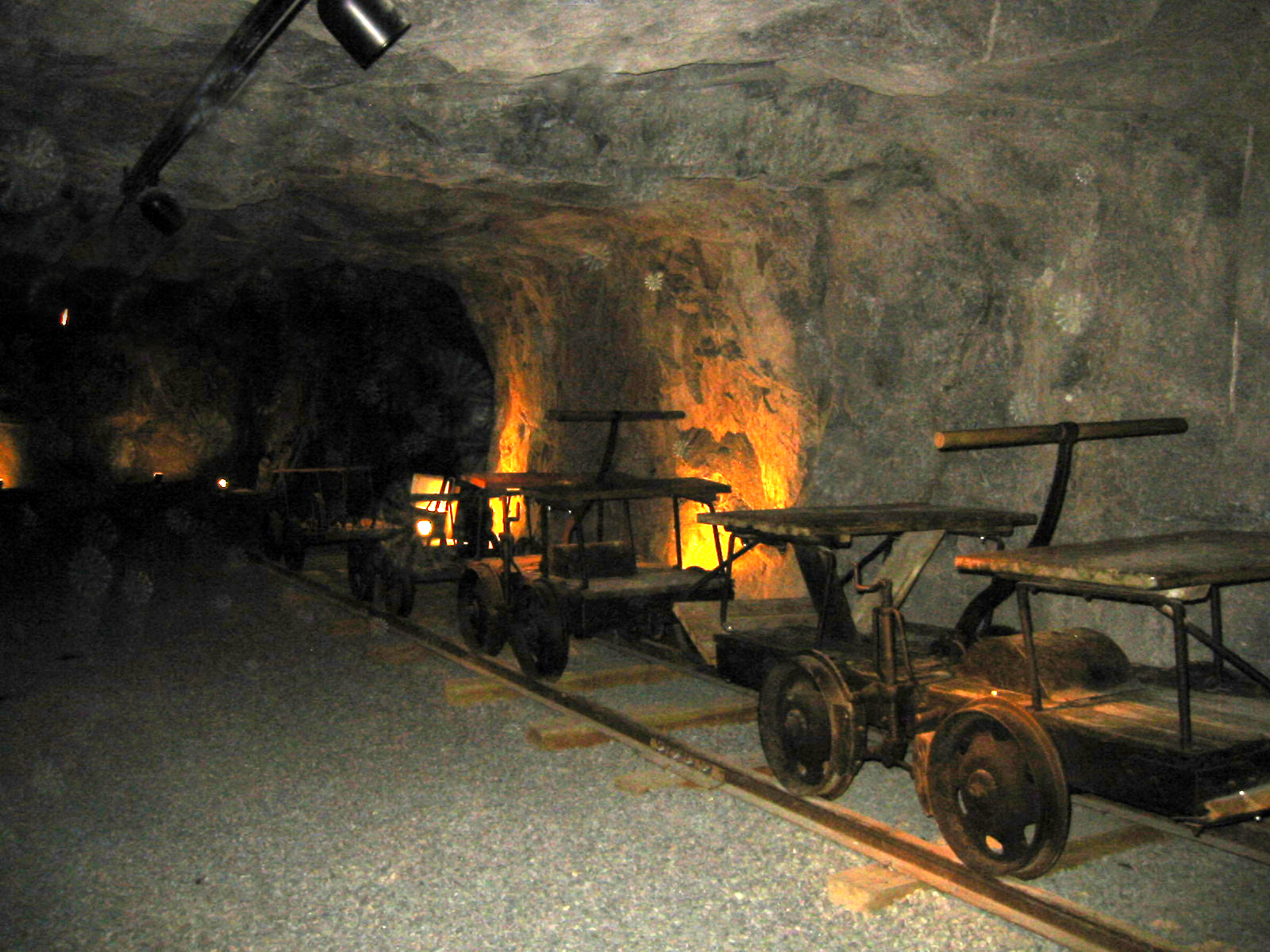
Föld alatti ércbánya

A középkorban három terület látta el nemesfémekkel az akkori világot: a Szász-Cseh Érchegység térsége, a Felső-magyarországi Érchegység (szabad királyi jogú bányavárosok) és az Erdélyi-Érchegység. Ezeken a területeken magas színvonalú bányászatot és feldolgozást (Selmecbánya), pénzverést (Körmöcbánya) folytattak. Jelentőségük csak Amerika felfedezése után csökkent, ahol a bőséges nemesfém előfordulások egy részét már az őslakosok használták.
Az újvilágban több aranylázat értek meg a bevándorlók, melyek közül a legismertebbek a kaliforniai és az alaszkai volt. Hasonló jelenségek zajlottak le a közép- és dél-amerikai irányban történő terjeszkedés során is, de Ausztrália felfedezése után is kitört az aranyláz. Az aranylázak többször csak kezdeti sikereket hoztak, tartós bányászkodás csak kevés helyen alakult ki.
Korunkra a nagy teljesítményű, gépesített és automatizált, nagyobb tömegű, de kisebb nemesfém tartalmú előfordulások bányászatát folytatják Kanadában, Alaszkában, Oroszországban, Dél-Afrikában és Ausztráliában.
A ma is bányászott nagyobb rézérc előfordulások Chilében, Oroszországban, Kazahsztánban, a kaukázusi országokban, Spanyolországban, Svédországban, Finnországban, Kanadában és Ausztráliában vannak.
A vasérctermelés legtöbbször követte a nemesfémek bányászatát, de több nagy vastartalmú (elsősorban: magnetit) ércbányát üzemeltetnek Svédországban (évtizedek óta a legnagyobb vasércbánya Kirunában van), Ukrajnában, Oroszországban, Kanadában és Ausztráliában.
A fémércek bányászata tartalmazza még a mangán, a cink, az ón, az ólom, a kadmium, a higany, a bizmut, a szelén, a tellúr, az antimon, az arzén, a volfrám, a molibdén, a kobalt, a nikkel, a króm, a platina, a palládium, a vanádium, a titán, a magnézium és a ritkaföldfémek érceinek bányászatát. E fémércek a legváltozatosabb érctársulásokban fordulnak elő, és szétválasztásuk külön előkészítés vagy kohászati technológiákkal történik meg.

## A szénbányászat
A szénbányászatot iparszerűen Angliában kezdték meg a 13. században, de a szenet és a tőzeget esetenként már korábban is használták. Kínában már 3000 évvel ezelőtt használtak és termeltek szénféleségeket. A Római Birodalom fémöntői és kovácsai is ismerték és használták a kőszenet, de az arab világ korai, jó minőségű acéljainak előállításához is kellett a szén.

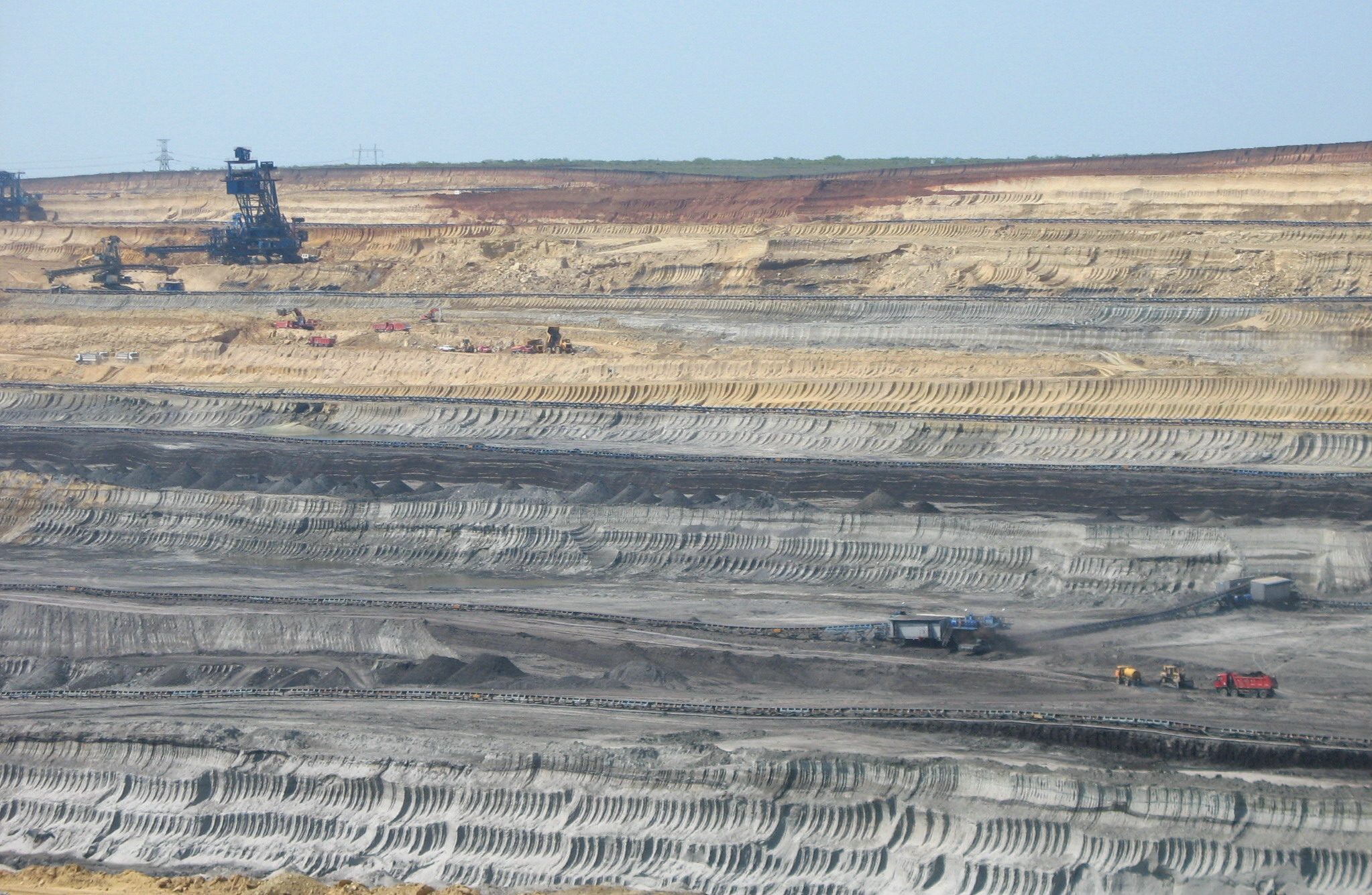
külszíni lignitbánya Visontán

A kőszén növényi eredetű, szilárd, éghető üledékes kőzet. Ahogy szénül, a tőzeg barnakőszénné (ennek kevésbé szénült változata a lignit), feketekőszénné, majd antracittá alakul; a grafit már a metamorfózis terméke. A kőszéntelepek olyan dús növényzetű üledékgyűjtő medencékben képződtek, ahol a szerves anyagot vastag üledéktakaró temette maga alá: a szénülés feltétele az így kialakuló nagy nyomás és hőmérséklet. Az első kőszéntelepek a növényvilág szárazföldi térhódítása után keletkeztek.
A legidősebb ismert előfordulás Finnországban a sungitnak nevezett algakőszén, aminek széntartalma 95% felett van. Ezt időben a kuznyecki és Medve-tó (Kanada) menti devon korú előfordulások követik. A karbonkori telepcsoportok az Egyesült Államokban, az Appalache-hegységben nagy területen, Angliában, Belgiumban, a Ruhr-vidéken, a Saar-vidéken, Sziléziában, a Donyeck-medencében, ahol a nagy mélységben gazdag antracit telepek is vannak, a moszkvai medencében, az Ural-hegységben, Szibériában. Kazahsztánban, Indiában, Kínában, Ausztráliában, Dél-Afrikában, Japánban és Indonéziában jelentősek. Nagy részüket már nem művelik, mert túl mélyen vannak. A kitermelt mennyiség nagy részét a jól gépesíthető, termelékeny külszíni fejtésekben bányásszák, így például Ausztráliából Európa kikötőibe is szállítanak feketekőszenet.
A legtöbb barnakőszén az eocén és a miocén földtani korban keletkezett. Hatalmas, több tízezer négyzetkilométer területű előfordulások vannak az Egyesült Államok közép-nyugati területein. Közép-Németországban a Salde és Mulde közötti medence mintegy 2000 km²-es. Az alsó Rajnavidéki előfordulás Bonn és Köln között 45 kilométer hosszú és 4–5 kilométer széles; ezt jelenleg nem művelik. A volt NDK területén ma is bányásznak fiatalabb barnakőszeneket külszíni fejtésekben. Romániában a Zsil-völgyi előfordulás oligocén korú, de jó minőségű szurokkőszén, több százmillió tonna készlettel. A magyarországi előfordulásokról lásd: Szénbányászat Magyarországon.

## A bauxitbányászat kezdetei

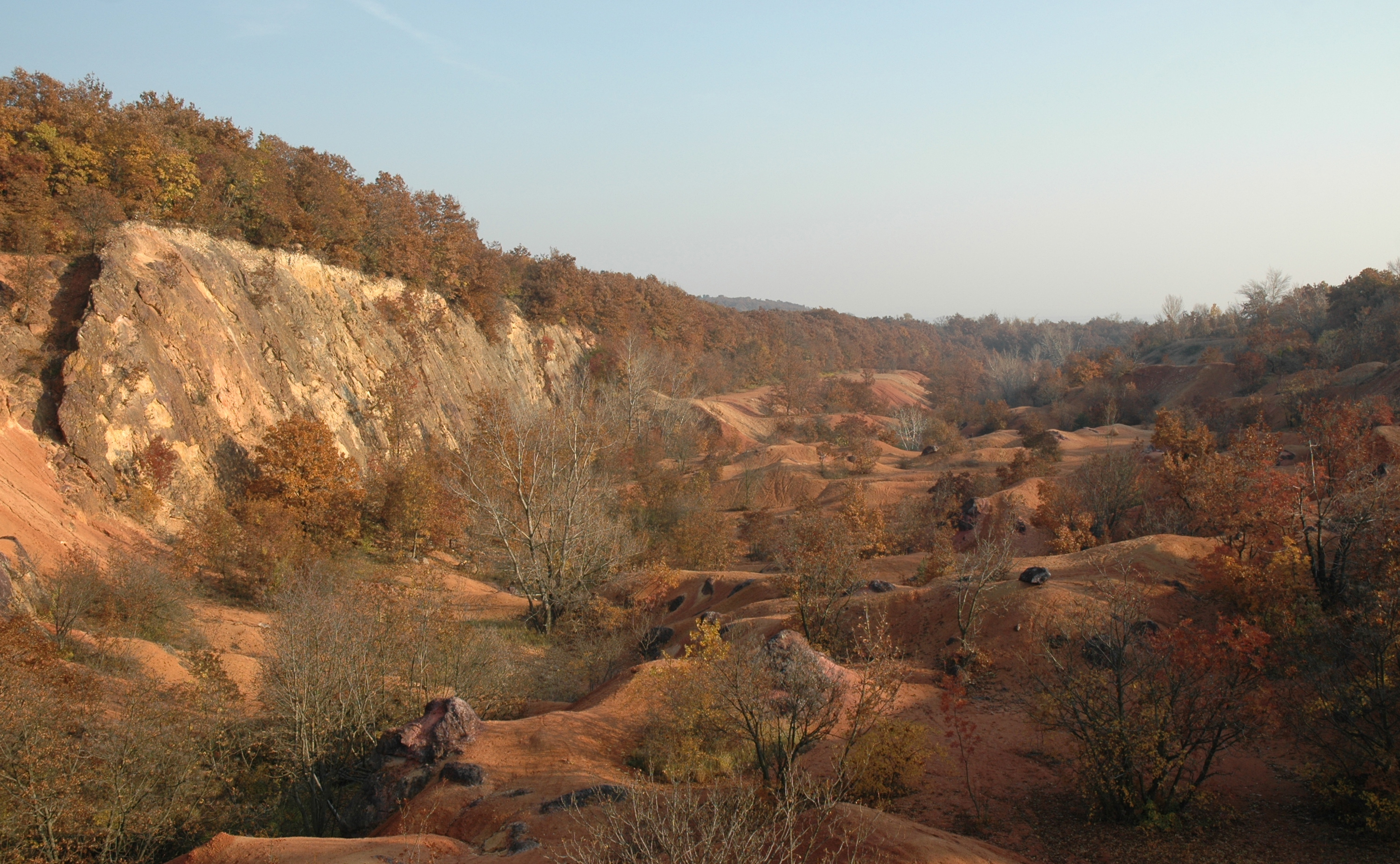
Az elhagyott gánti bauxitbánya

A bauxitbányászat az ősi idők óta folytatott bányászat egyik legfiatalabb ága, mert az alumínium jelentőségét – annak ellenére, hogy a földkéreg leggyakoribb elemei közé tartozik – későn ismerték fel, ezért használata csak a 20. században lett jelentős és vált a század keresett fémévé. A kései felismerés oka az volt, hogy szabad állapotban az alumínium nem fordul elő, kőzetalkotó ásványként gyakori.
A bauxitot 1821-ben egy francia kémikus, Pierre Berthier fedezte fel Les Baux-de-Provence francia település közelében (innen kapta a nevét), de vasércnek nyilvánította. Csak 1827-ben, Friedrich Wöhler tudott alumíniumport előállítani annak kloridjából. 1851-ben állították elő az első alumínium fémtömböt, amit az 1855-ben, Franciaországban megrendezett Világkiállításon mutattak be először. Az új fém hatalmas sikert aratott kedvező tulajdonságai miatt (kis térfogatsúly, jó alakíthatóság és a korrózióállóság), de tömeges felhasználása a hadiipari igényeknek volt köszönhető. Az alumínium közvetlenül a bauxitból csak igen költségesen állítható elő, szükséges egy közbenső termék, a timföld előállítása, aminek lényegében ma is használatos eljárását K. J. Bayer 1887-ben szabadalmaztatta. Az alumínium oxidjából (timföldből) történő előállításhoz nagy mennyiségű villamos energia szükséges, így az iparszerű előállításához csak a 19. század végére tudták biztosítani az összes feltételt. A bauxit bányászatát Franciaországban kezdték meg, ahol kedvező geológiai körülmények között tudtak bányászatot folytatni, amely bányák mára már kimerültek. Ezt követően a franciaországi gyarmatokon folytattak bauxitbányászatot. Magyarországon a bauxit használatba vétele a 20. század elején kezdődött (lásd: Bauxitbányászat Magyarországon).
Mára világszerte a legkedvezőbb gazdasági adottságú, könnyen gépesíthető nagy termelékenységű külszíni bányászatot fejlesztik, melyek Brazília, Ausztrália és Ghána területén vannak, ahonnan már a tömeges szállítás is lehetséges.

## Az uránérc bányászata
1789-ben, a Porosz Tudományos Akadémia ülésén Martin Klaproth gyógyszerész bejelentette, hogy új elemet fedeztek fel a Szászországból származó szurokércben, amit „uranit”-nak neveztek el. Csak évtizedekkel később, 1841-ben, a francia Petigot állított elő tiszta uránfémet. A maghasadás jelenségének felfedezése kellett ahhoz, hogy az urán keresetté váljon, ami csak 1938-ban következett be.

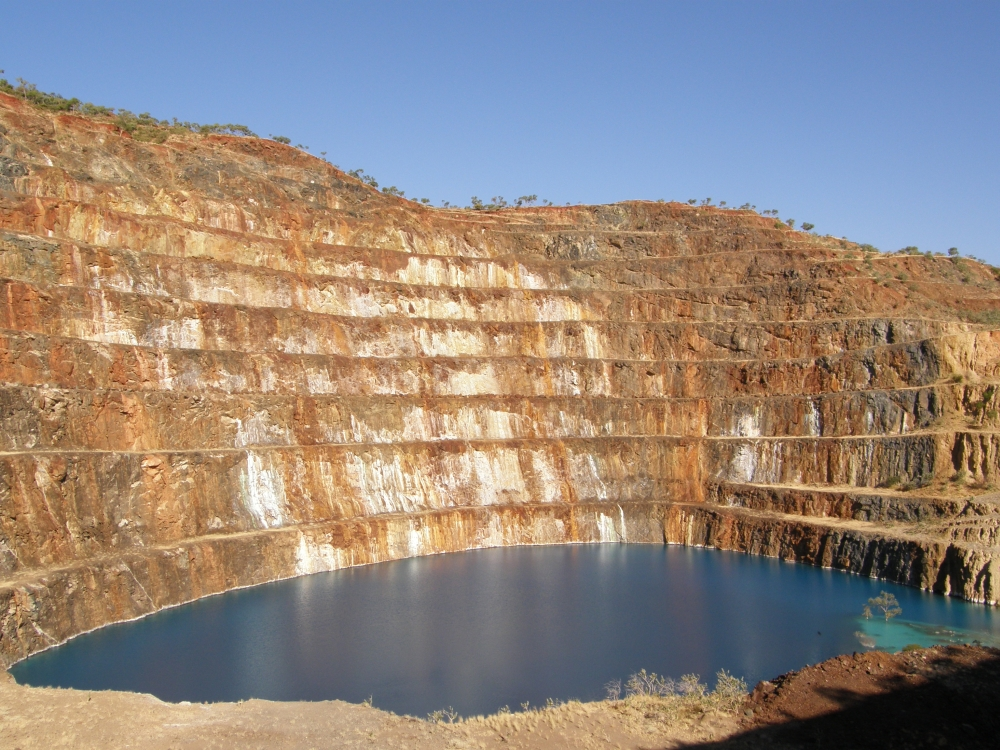
Az ausztráliai Mary Kathleen uránbánya

Ezután szinte drámai versenyfutás kezdődött az uránfém hadiipari alkalmazása érdekében, Enrico Fermi, Albert Einstein és Szilárd Leó levélben fordult az Egyesült Államok elnökéhez a Manhattan terv beindítása érdekében, melynek végrehajtásában élen jártak a magyar származású Teller Ede és Wigner Jenő fizikusok is. A terv végrehajtásaként 1945. július 16-án felrobbantották az első kísérleti atombombát, majd elrettentésül három héttel később ledobták Hirosimára az atombombát.
1950 után kezdődött meg az atomerőművek létesítése, amelyek a hadipari alkalmazású plutónium előállítását célozták, és melléktermékként állítottak elő a jövő útját jelentő villamos energiát, ami az uránfém szükséglet megnövekedését eredményezte. Az uránfém ércei a legváltozatosabb megjelenési formát mutatják, az elsődleges szurokérctől a különböző kőzetek mállási üledékéig. Az uránfém ércének termelésében Franciaország, az NDK, Csehország (ezen két állam területére esett a nagy szurokérc vagyonnal rendelkező Szász-érchegység), Ukrajna, Kazahsztán és az Egyesült Államok járt élen.
Ma már a fémurán termelés a termelt mennyiség nagysága szerint (2002. évi adatok alapján): Kanada, Ausztrália, Oroszország, Niger, Kazahsztán, Namíbia, Üzbegisztán, Amerikai Egyesült Államok, Dél-Afrika, Kína, Ukrajna.
A hazai uránérc előfordulás és termelés az Uránércbányászat Magyarországon szócikk alatt található.

## Szénhidrogének bányászata
A szénhidrogének szilárd, folyékony és gáznemű halmazállapotban találhatók. Írásos emlékek szerint az iraki Kirkuk városa közelében több mint 4000 éve égett a földgáz egy 40–50 méter átmérőjű sziklamélyedésben. Az első felhasználás a természetes aszfalt formájában Babilon csatornaépítéseinél történt. A felszínen megjelenő olajakat lámpaolajként már évszázadok óta használták, Agricola fő művében már az akkor megtalálható bitumen lepárlását és használatát is ismertette.

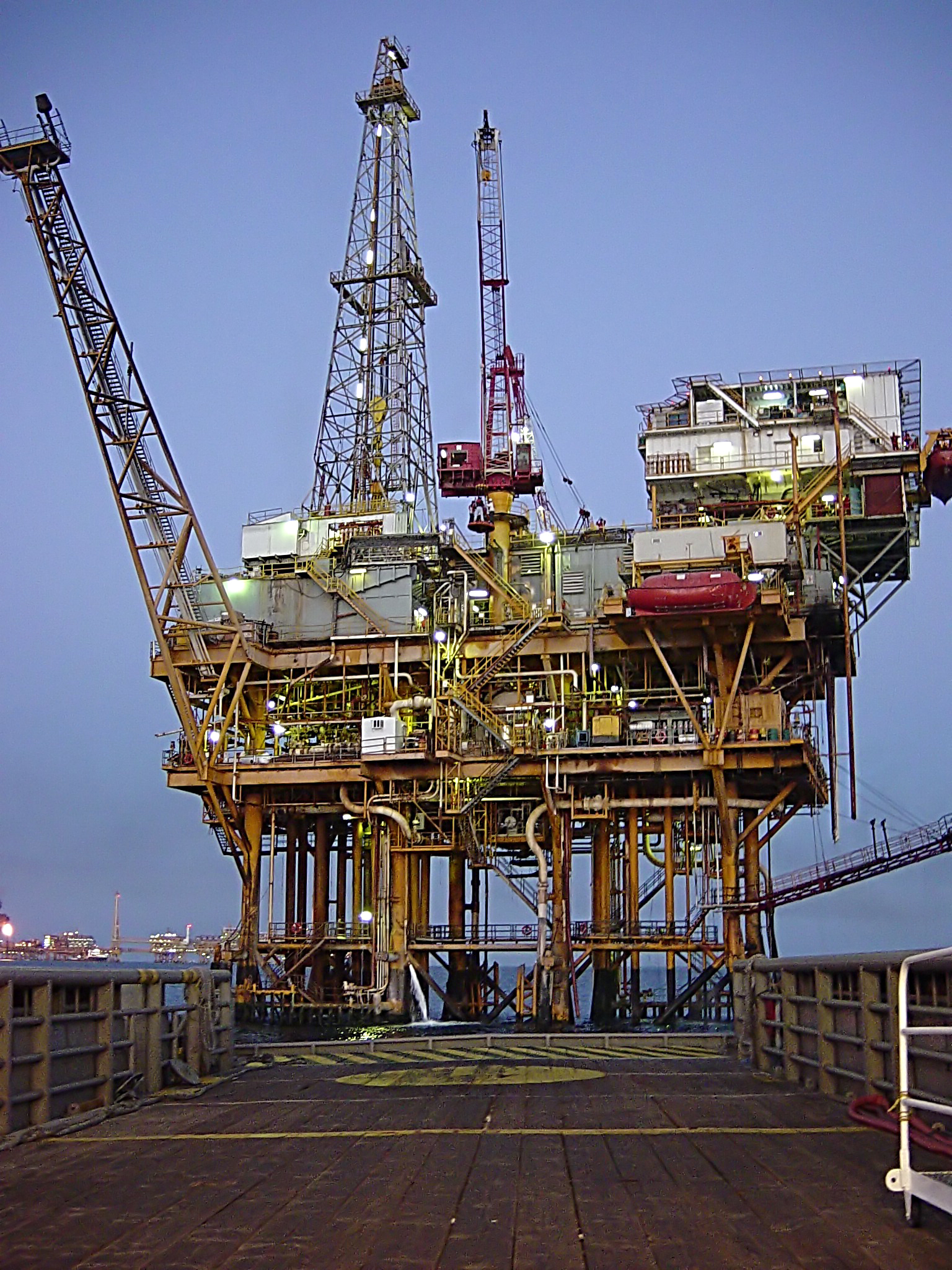
Olajfúró platform

A szénhidrogének keletkezésének és feldúsulásának minden részlete még ma is vitatott. A legelterjedtebb és legvalószínűbb elméletek szerint az egykor élő tengeri planktonféleségek tömeges elpusztulása és feldúsulása, majd a nagy nyomás és hőmérséklet hatására történő átalakulása kapcsán keletkeztek az úgynevezett anyakőzetben. Innen a tektonikai mozgások, hegységképző erők hatására a szénhidrogének a különféle kőzeteken keresztül áramlással elvándoroltak, s végül olyan porózus, mikroüreges kőzetekben rekedtek meg (tárolókőzetek, rezervoárok), ahol a fedő, tömör kőzetek csapdába ejtették, nem engedték továbbáramlani őket (például boltozatok tetején). A rezervoárokban lévő víz fölött a szénhidrogének sűrűségük szerint elkülönültek: alul a kőolaj, felette a földgáz. A gázokat, a könnyű- és nehézolajokat, a földi-viaszokat (ozokerit) fúrólyukakon keresztül termelik ki.
A felhasználásban a nagy áttörés a 19. század derekán történt, amikor az Amerikai Egyesült Államokban, Pennsylvaniában Drake ezredes titusvillei fúrása nyomán 1859-ben kitört az olajláz, és szinte ezzel egy időben az oroszországi Baku városa mellett kezdődött az iparszerű termelés. Amerikában Rockefeller, míg Oroszországban a Nobel-fivérek teremtettek rendet a termelés káoszában. Texasban és Oklahomában önálló vállalatokat alapítottak, és megkezdték a kivitelt Európába, Indiába és a Távol-Keletre. Rövid időn belül a Holland Keletindiai Társaság Indonéziában tárt fel jelentős készleteteket, 1912-ben megkezdték az olajtermelést a perzsiai kőolajmezőkön, de fejlődött Mexikó és Venezuela kőolajipara is.
Az első világháborúban bebizonyosodott a folyékony tüzelőanyagok fölénye a kőszénnel szemben. A háborút követően a Közel-Keleten ütköztek az európai és amerikai érdekek, az ismert előfordulások kimerülésétől való aggodalom világszerte ösztönözte a kutatásokat. A kőolajtermelés 62 év alatt, 1945-re már 361 millió tonna lett, ami 1979-re már 3251 millió tonnára növekedett, és többszöri árrobbanás következett be, az olaj és földgáz fegyverré vált, gazdasági válságokat okozva világszerte.

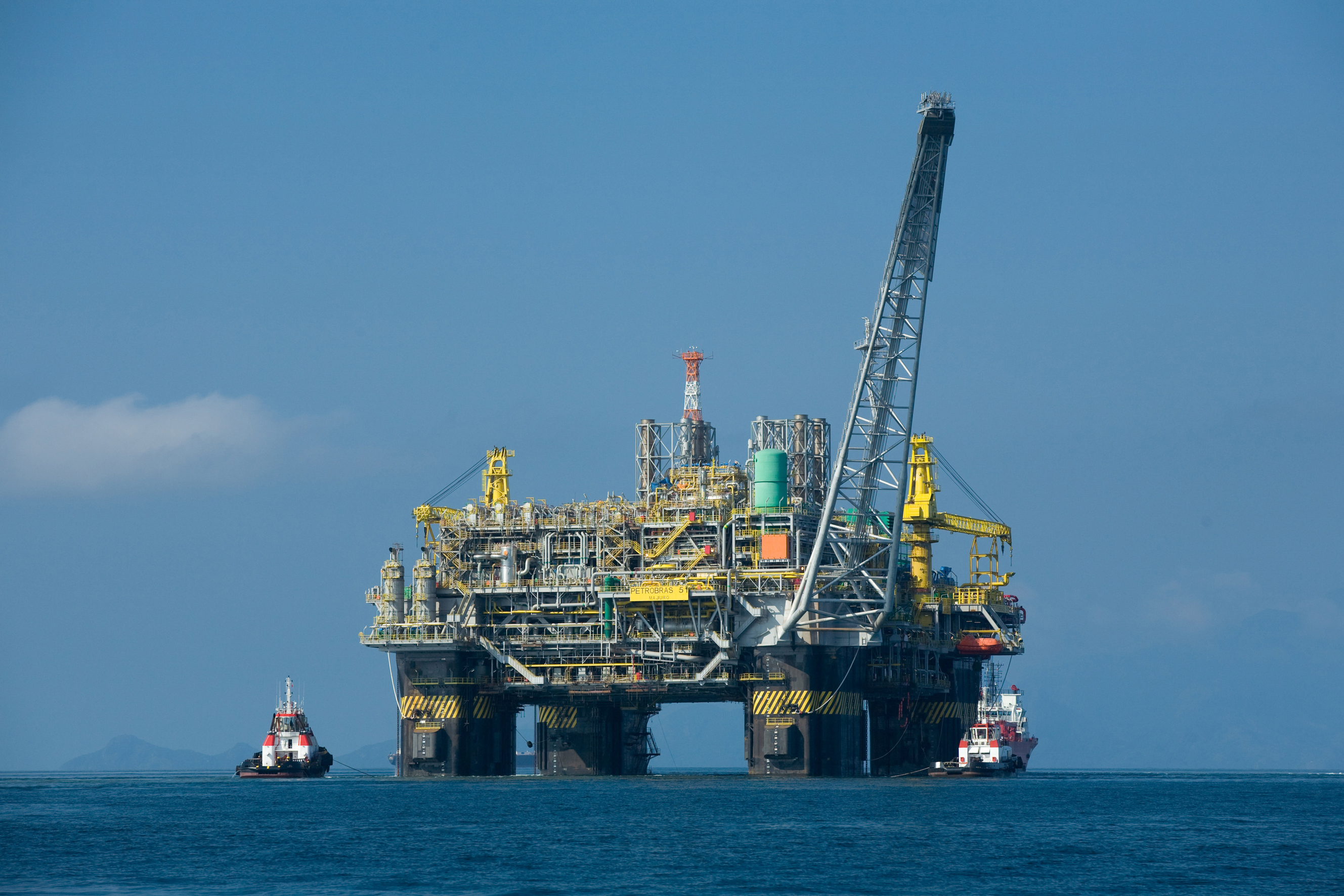
A P-51 nevű fúrósziget Brazília partjainál

Időközben, 1960-ban megalapították Bagdadban a Kőolaj-exportáló Országok Szervezetét (OPEC). Az alapítók: Irak, Irán, Kuvait, Szaúd-Arábia, Venezuela, majd rövid időn belül csatlakozott Ecuador, az Egyesült Arab Emírségek, Indonézia, Katar, Líbia, Nigéria és Gabon. Az OPEC szembeszállt a nyugati multinacionális vállalatok érdekeivel, de hamarosan felismerték, hogy nem nélkülözhetik azok szakértelmét és technikáját. Mára az energiatermelésen túl az ipar számos ágazatának nélkülözhetetlen alapanyagává vált. A növekvő igény és az egyre magasabb ár tovább ösztönözte a kutatásokat, egyrészt új területek bevonására, másrészt a kitermelési technológiák fejlesztésére, felismerve azt, hogy a csak a gáznyomásra hagyatkozó kitermeléskor a kőolaj jelentős része a kőzetek pórusaihoz kötődve veszteséggé válik. Másodlagos, harmadlagos kitermelési technológiákkal ma már a korábban kimerültnek minősített kutakból eredményes termelést folytatnak (mélyszivattyúzás, rétegrepesztések, irányított ferde fúrások, inert gázok vagy víz besajtolás stb.). Felismerték azt is, hogy a kezdetben csak a termelést elősegítő gázok hasznosításának igénye növekszik, kifejezetten gázok kinyerésére szolgáló kutak kiépítésére, cseppfolyósítására dolgoztak ki módszereket a könnyebb szállíthatóság érdekében, fejlesztették a csővezetékes továbbítást, az átmeneti földalatti tárolást, a készletezést és a kőolaj feldolgozását.
Nagy előrelépést jelentett a vízalatti kitermelési módszerek, eljárások fejlesztése, amely kezdetben a kontinentális talapzatokból (self) tette lehetővé a kutatást és a termelést, de ma már a mélytengeri alkalmazás is lehetővé vált, mesterséges szigetek, platformok alkalmazásával.
Megkezdődött a szilárd fázisokhoz kötött olajhomok és olajpala kitermelése is. Ekkor a kitermelt kőzettömegből az olajféleségeket leválasztják, de hasznosítják, mint tüzelőanyagot is, villamos erőművekben.
Az olajféleségek ára ma már teljesen elszakadt a kitermelés, szállítás és finomítás költségeitől, az ár az egyes államok gazdaságszabályozó eszközévé vált. Az olajtermelő országok igyekeznek az olajjövedelmekből más iparágakat kialakítani, fejleszteni, gondolva a kitermelhető készletek véges voltára.
A már felsorolt OPEC államokon kívül jelentős szénhidrogén termelő ország: Norvégia, Nagy-Britannia, Mexikó, Amerikai Egyesült Államok, Oroszország, Üzbegisztán, Grúzia, Örményország, Kazahsztán.

## Művelési módok

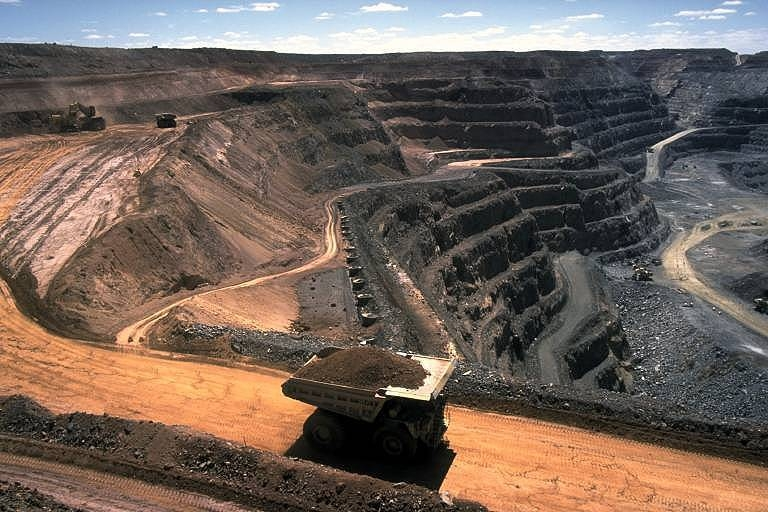
Kőszén külszíni fejtése

Egy-egy ásványi anyag elvileg többféle módon is kinyerhető, felszínre hozható. Azt, hogy ezek közül melyik a leggazdaságosabb, a telepviszonyok (telep mélysége, vastagsága, geometriája stb.) – tehát a „letakarási arány” (a hasznosítható anyag fölötti rétegek és a művelni kívánt telep vastagságának hányadosa) –, a telep és a fedőkőzetek minősége, a meglévő és az egyes művelési formákhoz kiépítendő infrastruktúra és egyéb gazdasági tényezők együttes figyelembevételével számítják.

### Külszíni fejtés
A külszíni fejtés lényege, hogy a hasznosítható ásványi nyersanyag felett lévő, úgynevezett fedő kőzeteket a haszonanyag kinyeréséhez teljesen eltávolítják, letakarítják. A tőzeg és lignit, az építő- és díszítőkövek, valamint az építőanyagok bányászatának szinte kizárólagos módja, emellett gyakori a barna-, illetve feketekőszén és a nemfémes ásványok bányászatában. Érctelepek bányászatára is használják, de ebbéli szerepe a felszínhez közeli lelőhelyek fogytán fokozatosan csökken. A technológia fejlődésének köszönhetően vannak már több száz méter mély külszíni fejtések is.

### Mélyművelés
A hasznosítandó ásványi nyersanyag felett elhelyezkedő talaj- (kőzet-) rétegek csak részben kerülnek eltávolításra vagy megbontásra, a hasznosítandó anyagot külön erre a célra létrehozott létesítményen keresztül (táró, altáró, lejtakna, akna) közelítik meg és termelik ki; más ilyen létesítményeket a termelés kiszolgálásához (szállítás, szellőztetés stb.) alakítanak ki. A kiszolgáló építményeket (aknatornyok, gépházak, műhelyek, raktárak, fürdők, irodák és utak) igyekeznek minél kisebb helyre összpontosítani, hogy azok védőpillére a lehető legkisebb legyen. A kitermelt ásványi nyersanyagok helyét fellazított meddővel vagy idegen anyaggal töltik ki, más esetekben üregként biztosítják, vagy anélkül hagyják hátra. Gyakran alkalmazzák a szén, az ércek és a nemfémes ásványok, ritkábban a víz és különleges díszítőkövek bányászatánál is.

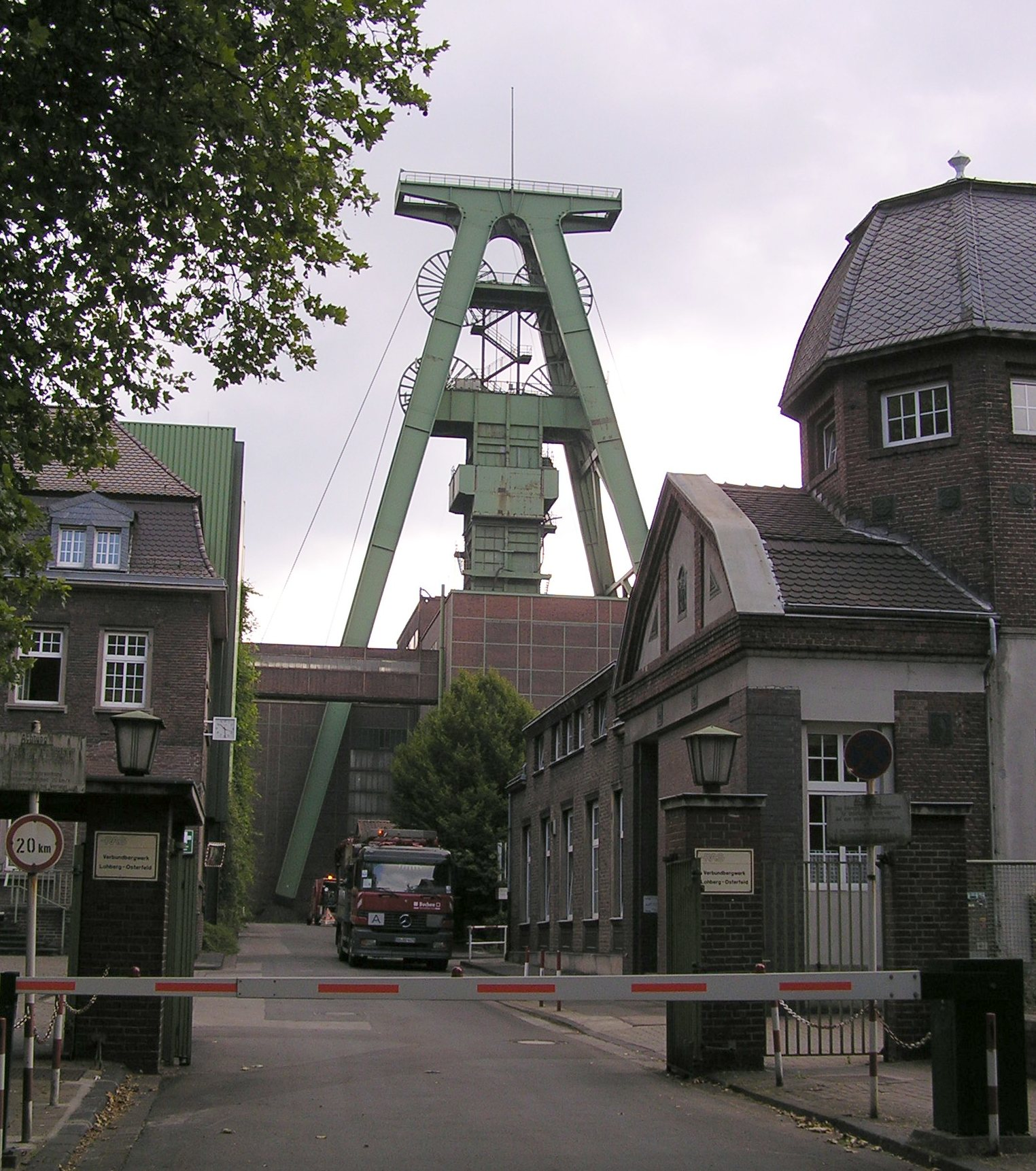
Mélyművelésű szénbánya a Ruhr-vidéken

A külszíni fejtést és a mélyművelés esetenként (általában gazdasági vagy környezetvédelmi okokból) kombinálják is.

### Fúrólyukakkal történő kitermelés
Termelési célra átalakított kutatófúrások, gyakrabban a kitermelés céljából létesített és kialakított mélyfúrási lyukakon keresztül történik a hasznosítható anyagok kinyerése. Leggyakoribb alkalmazása a szénhidrogének bányászatában van. Alkalmazzák más hasznosítható nyersanyag kitermelésénél is, így szén-dioxid-, nitrogén-, kén (felolvasztásos) bányászatánál, de a kilúgzásos rézérc kinyerésre, a szén földalatti elgázosítására, a bakteriális érckinyerésre, kősó vízzel történő kioldására, víz és termálvíz hasznosítására és szinte kizárólagosan a geotermikus energia hasznosítása esetén.
Gyakran használják a fúrólyukakat a külszíni és mélyműveléses bányászattal kombinálva is. A fúrólyukakat függőlegesen vagy előre elhatározott módon a függőlegestől elhajló szögben, akár vízszintes irányban is elferdítve képezhetik ki. Elsődlegesen kutatási célokra alkalmazzák a külszíni fejtések és a mélyművelés esetén, de a környezet előzetes vízmentesítésére (vízszintsüllyesztés), gázmentesítésére (metánlecsapolás), vízkizárásra vagy egyes kiegészítő tevékenységeknél is (például víz továbbítása a felszínre, tömedékelőanyag vagy építőanyag leadására) hasznosíthatják.

### Víz alatti bányászat
Álló- és folyó- vagy tengervíz alóli ásványi nyersanyag kinyerése esetén alkalmazzák. A homok- és kavicsbányászatban gyakori, de alkalmazzák más ásványi nyersanyag kitermelésére is, amikor kotróhajóról vagy más erre a célra kifejlesztett építményről az erre alkalmas szivattyúkkal zagy formájában juttatják fel a nyersanyagot a felszínre, majd különböző eljárásokkal azt víztelenítik. Egyre elterjedtebb a szénhidrogén bányászatban a tengerekre telepített (vagy beúsztatott) platformokról, állványzatokról (mesterséges szigetekről) történő mélyfúrásokkal történő bányászat is.

## Felosztása a hasznosítható anyag célja szerint
- Energetikai célú bányászat. Ide szokás sorolni a szén-, a szénhidrogén- és az uránérc-bányászatot.
- Érc- és ásványbányászat.
- Homok- és kavicsbányászat.
- Építő- és díszítőkő bányászata.
- Talajjavító anyagok bányászata.
- Víz és termálvíz bányászata. A fertőrákosi kőfejtő
- Geotermikus energia hasznosítása.

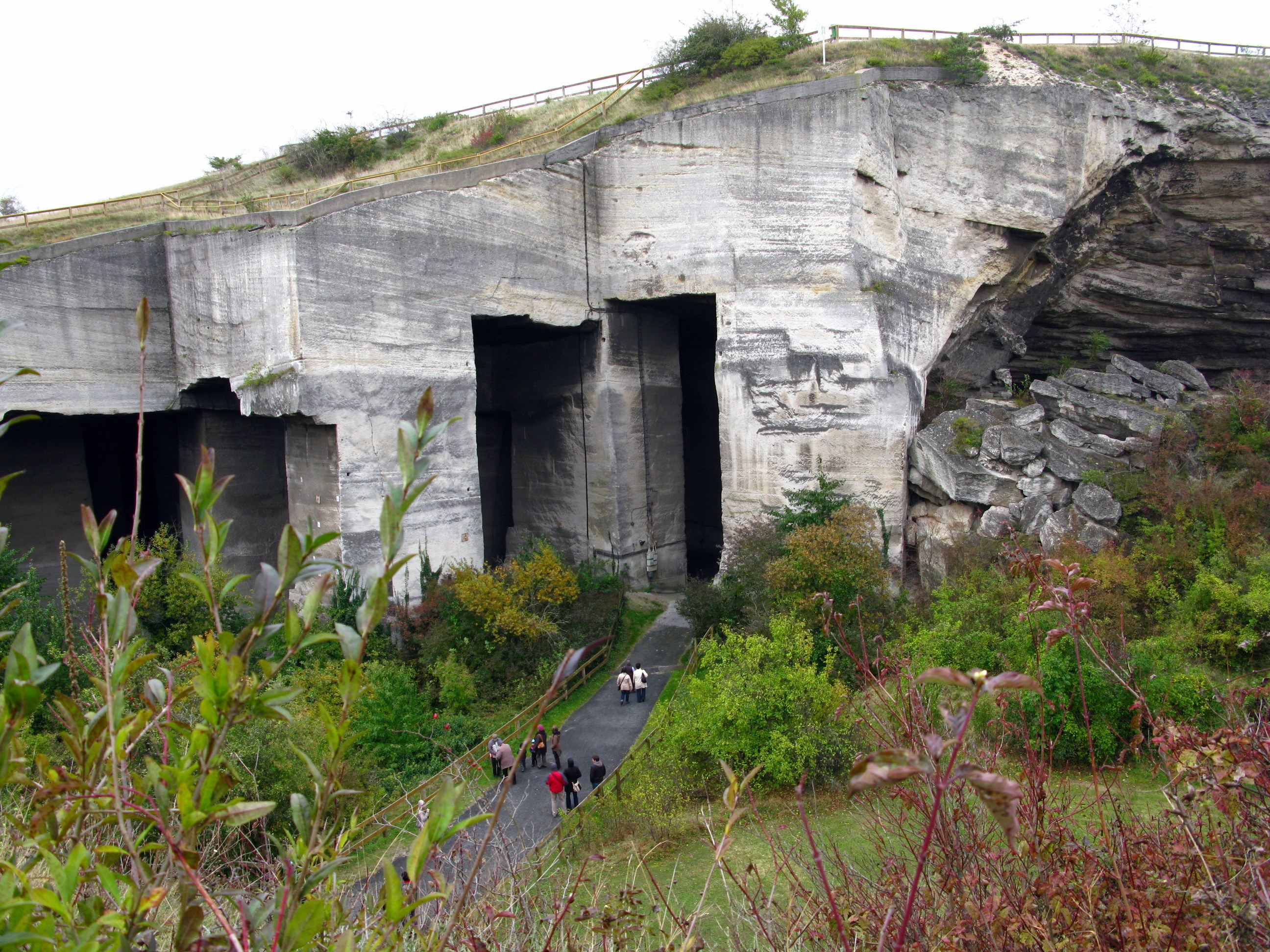
A fertőrákosi kőfejtő

- Földgáz és kőolaj csővezetékes szállítása és földalatti tárolása.

## Főbb bányaveszélyek szerinti besorolás
- Sújtólég veszélyes bányák.
- Gázkitörés veszélyes bányák.
- Porveszélyes bányák.
- Szénporrobbanás veszélyes bányák.
- Vízbetörés veszélyes bányák.
- Radioaktív sugárveszélyes bányák.